# Turkiestan Zachodni

Mapa Turkiestanu w 1900 roku

Turkiestan Zachodni – nazwa używana w XIX i na początku XX w. dla określenia regionu obejmującego część Azji Środkowej, należącego do Rosji. Od 1867 istniało tu Generałgubernatorstwo Turkiestańskie, w 1886 przemianowane na Kraj Turkiestański. Po upadku caratu i zwycięstwie bolszewików Kraj Turkiestański został przemianowany na Republikę Turkiestańską (nazywaną też Turkiestańską ASRR), która funkcjonowała do 1924. Później z jej terytorium zostały wyodrębnione oddzielne Socjalistyczne Republiki Radzieckie (SRR): Uzbecka, Turkmeńska, Tadżycka, Kirgiska, Kazachska i Karakałpacka (później włączona do Uzbeckiej SRR). Po upadku ZSRR republiki te uzyskały niepodległość.